# Шепард, Вонда
Во́нда Шепа́рд (англ. Vonda Shepard; 7 июля 1963, Нью-Йорк, США) — американская актриса, певица, автор песен, композитор и гитаристка.

## Биография
Вонда Шепард родилась 7 июля 1963 года в Нью-Йорке (США) в семье режиссёра Митчелла Шепарда (род. 1929). У Вонды есть три сестры: Армина Шепард, Розетта Шепард и Луана Шепард.
Вонда начала свою музыкальную карьеру в 1986 года, а в 1990-х годах она также начала сниматься в кино. В 1997—2002 годах Шепард прославилась ролью и музыкальными работами к телесериалу «Элли Макбил».
С 2004 года Вонда замужем за музыкантом Митчеллом Фрумом (род. 1953). У пары есть сын — Джек Фрум (род. 15.04.2006).